# Hàng hóa thông tin
Hàng hóa thông tin trong kinh tế và pháp luật là một loại hàng hóa có giá trị thị trường được lấy từ thông tin chứa trong đó. Ví dụ bao gồm đĩa CD chứa các bản nhạc, DVD chứa nội dung phim và sách có chứa truyện ngắn. Hàng hóa thông tin là trái ngược với hàng hóa vật chất như quần áo, thực phẩm và ô tô. Các hàng hóa thông tin có thể tồn tại ở dạng số hóa hoặc định dạng tương tự.
Trong hàng hóa thông tin, phần có giá trị là một mẫu trong đó vật liệu được sắp xếp bao gồm cả việc sắp xếp mực trên giấy hoặc một loạt thông tin trên một đĩa compact. Những mẫu đó có thể được tiêu thụ trực tiếp thông qua việc đọc, xem hoặc có thể được sử dụng để vận hành các thiết bị khác như máy nghe băng cassette hoặc máy tính. Đến lượt mình, thiết bị có thể tạo ra một số mẫu thông tin có thể tiêu thụ (như hình ảnh, âm thanh hoặc văn bản).

## Lý thuyết kinh tế
Trong kinh tế, thông tin đóng vai trò kép. Một mặt, thông tin hoàn hảo là một yêu cầu chính của giả thuyết thị trường hiệu quả. Tại đây, thông tin được hiểu là có sẵn ngay lập tức cho mọi người mà không mất phí và hoàn toàn đầy đủ. Tuy nhiên, thị trường thực tế thường phụ thuộc vào thông tin như một hàng hóa, do đó hàng hóa thông tin. Ở đây, thông tin được hiểu là có khả năng bị hạn chế về quyền truy cập, chi phí, tính sẵn có và tính đầy đủ.
Lý thuyết kinh tế phải đối mặt với vấn đề liên tục xử lý hai khái niệm thông tin trái ngược nhau cùng một lúc. Nếu hiệu quả là khía cạnh chủ yếu của các phân tích, có khả năng hàng hóa được coi là có hại. Nếu khuyến khích sáng tạo là khía cạnh chi phối của các phân tích, thì sự bảo vệ của người sáng tạo có khả năng chiếm ưu thế.

## Thất bại của thị trường
Một người tiêu dùng có thể phải đối mặt với sự không chắc chắn và không thể đánh giá chính xác và đáng tin cậy sự tiện ích của một số hàng hóa thông tin, như tiểu thuyết, phim và báo, trước khi tiêu thụ hàng hóa. Đây là một tài sản đặc biệt của hàng hóa thông tin, theo đó quá trình đánh giá tiện ích có thể yêu cầu chính quá trình tiêu thụ. Sự không chắc chắn này là một loại thất bại thị trường được gọi là bài toán thị trường chanh và đây không phải là duy nhất đối với hàng hóa thông tin.
Hàng hóa thông tin có thể tương tác trên cơ sở khan hiếm nhân tạo. Một số hàng hóa thông tin có thể được sao chép và phân phối tương đối rẻ. Một ví dụ là việc sao chép nhạc đã ghi từ radio, máy cassette hoặc máy nghe đĩa CD vào đĩa cứng hoặc băng đĩa cứng.
Hàng hóa thông tin cũng không được tiêu thụ do hành vi sao chép. Trên cơ sở này, một số ý kiến cho rằng thông tin cần được cung cấp mà không phải trả chi phí và giới hạn sao chép.
Khi các công nghệ kỹ thuật số và mạng điện tử kỹ thuật số ở một số quốc gia trở nên rất phổ biến, nó rất dễ tái tạo và phân phối rộng rãi một số hàng hóa thông tin. Tuy nhiên, do khó kiểm soát các hoạt động sao chép và phân phối của những người sử dụng các công nghệ đó, nên nhà sản xuất hàng hóa đó thường khó ngăn chặn việc phân phối bất hợp pháp các tác phẩm độc quyền. Điều này hoạt động trên nguyên tắc loại trừ kinh tế.